# Thamnosophis
Thamnosophis Jan, 1863 è un genere di serpenti della famiglia Lamprophiidae, endemico del Madagascar.

## Tassonomia
Comprende le seguenti specie:
- Thamnosophis epistibes (Cadle, 1996)
- Thamnosophis infrasignatus (Günther, 1882)
- Thamnosophis lateralis (Duméril & Bibron, 1854)
- Thamnosophis martae (Glaw, Franzen & Vences, 2005)
- Thamnosophis mavotenda (Glaw, Nagy, Köhler, Franzen & Vences, 2009
- Thamnosophis stumpffi (Boettger, 1881)